# Wicher (film 1928)
Wicher (ang. The Wind) – amerykański niemy dramat filmowy z 1928 roku w reżyserii Victora Sjöströma. Obraz ukazywał historię morderstwa w niedobranym małżeństwie. W filmie dominował motyw wiatru, który determinował życie bohaterów.

## Obsada
- Lillian Gish
- Lars Hanson
- Montagu Love